# 883 Matterania
A 883 Matterania (ideiglenes jelöléssel 1917 CP) a Naprendszer kisbolygóövében található aszteroida. Max Wolf fedezte fel 1917. szeptember 14-én, Heidelbergben.